# Franziskanerkloster Berchtesgaden
Das Franziskanerkloster Berchtesgaden mit der Franziskanerkirche (eigentlich: Unserer lieben Frau am Anger) in Berchtesgaden gehört zur Erzdiözese München und Freising. Klosteranlage und Kirche sind als Baudenkmal in die Bayerische Denkmalliste eingetragen.
Das Kloster wurde ursprünglich um 1400 für Augustiner-Chorfrauen als Kloster am Anger eingerichtet und zwischen 1480 und 1519 um die Klosterkirche Unserer lieben Frau am Anger erweitert. 1564 wurde das Frauenkloster nach zehnjährigem Leerstand endgültig aufgelöst. Ab 1695 wurde durch Philipp Plank ein Neubau erstellt und – mit Unterbrechung von 1822 bis 1859 – die bis dahin anderweitig genutzte Klosteranlage samt Kirche den Franziskaner-Reformaten der Bayerischen Franziskanerprovinz (Bavaria) übergeben und bis 1985 von ihnen genutzt. Seit 1987 haben polnische Franziskaner der Oberschlesischen Franziskanerprovinz mit Sitz in Kattowitz die seelsorgerischen Aufgaben in Kirche und Kloster übernommen.
Teile der Klosteranlage wurden und werden schon seit Langem anderweitig genutzt – u. a. von 1868 bis 1975 für das Amtsgericht Berchtesgaden, von 1988 bis 2013 für das Nationalpark-Haus des Nationalparks Berchtesgaden und seit 2015 für ein vom Deutschen Caritasverband unterhaltenes „Haus der Begegnung“.

## Geschichte

### Augustiner-Chorfrauen (um 1400–etwa 1550)

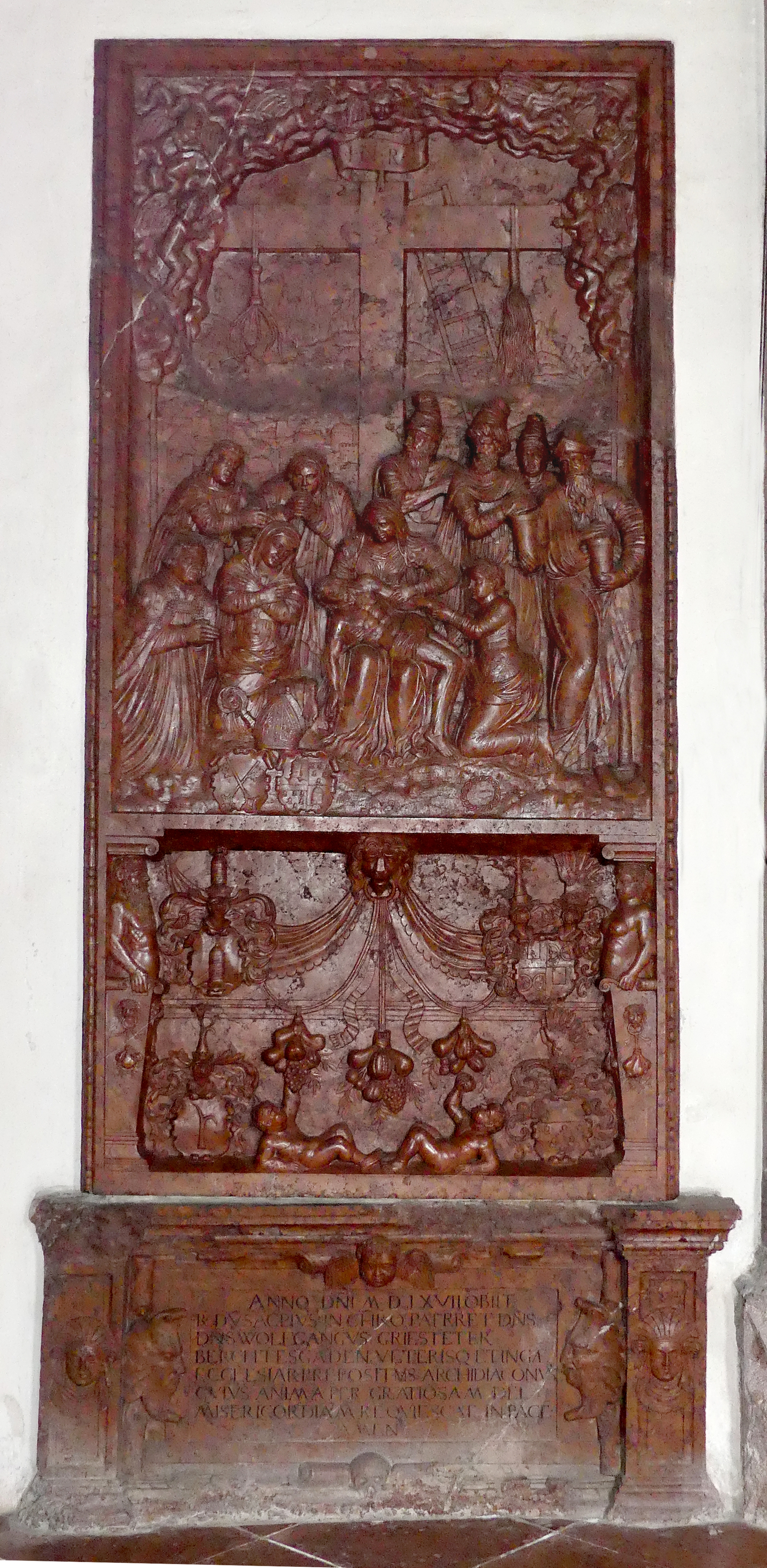
Grabdenkmal von Fürstpropst Griesstätter

Der Augustinerinnen-Frauenkonvent in Berchtesgaden war als Kanonissenstift im frühen 12. Jahrhundert nahezu zeitgleich mit der Gründung des Klosterstifts Berchtesgaden durch die Augustiner-Chorherren entstanden. Als deren bisheriges, ungünstig im Nonntal unterhalb des Locksteins gelegene Frauenkloster von den Augustiner-Chorfrauen aufgegeben wurde, siedelten die wegen ihrer weißen Ordenstracht „Schöne Frauen“ genannten Kanonissinnen um 1400 in die (für sie errichtete?) Klosteranlage am Anger über. In den Jahren 1480 bis 1488 wurde die Klosteranlage um eine Kirche erweitert, die aufgrund der Mitte des 15. Jahrhunderts einsetzenden Verehrung der Ährenmadonna „Unser Lieben Frau am Anger“ geweiht wurde und laut Feulner jedoch analog zu einer Jahreszahl am Seitenportal erst 1519 unter Stiftspropst Gregor Rainer fertiggestellt worden ist. Etwa um 1550 waren das Frauenstift „ausgestorben“ und Teile der Klosteranlage abgerissen worden. Nachdem das Kloster bereits gut zehn Jahre leer stand, wurde das Frauenkloster 1564 durch den ersten Fürstpropst Wolfgang II. Griesstätter zu Haslach endgültig aufgelöst.

### Zwischennutzung (1564–1694)
Fürstpropst Wolfgang II. Griesstätter ließ nach 1564 Gebäude der Klosteranlage ausbauen bzw. teilweise erneuern, so dass sie anschließend für etwa 130 Jahre als Alterswohnsitz für Stiftsbeamte sowie Angehörige der Chorherren dienen konnten.
Auf seinen ausdrücklichen Wunsch hin, wurde Griesstätter nach seinem Tod nicht wie die meisten anderen Berchtesgadener Fürstpröpste in der Berchtesgadener Stiftskirche, sondern in der „von ihm geliebten Kirche am Anger“ bestattet.

### Franziskaner-Reformaten (1695–1822)
Am 24. Dezember 1684 wurden von Joseph Clemens von Bayern – seinerzeit noch Koadjutor, ab 1688 u. a. Administrator bzw. Fürstpropst der Fürstpropstei Berchtesgaden – die ersten Franziskaner-Reformaten als zeitlich befristete Aushilfskräfte aus dem bayerischen „Ausland“ nach Berchtesgaden berufen und vorerst im Augustiner-Chorherrenstift einquartiert. Sie sollten die Seelsorge in der Stiftskirche wie auch in der Klosterkirche Unserer lieben Frau am Anger gewährleisten, wozu die Augustiner-Chorherren, die das Klosterstift 1102 in Berchtesgaden gegründet hatten, aufgrund ihrer Statuten nicht verpflichtet werden konnten.
Im November 1695 genehmigte Joseph Clemens von Bayern den Franziskaner-Reformaten in den Gebäuden der ehemaligen Augustinerstiftsfrauen am Anger die Errichtung eines Hospizes, eines kleinen Klosters mit wenigen Brüdern. Die Klosteranlage samt Kirche und Garten ging 1699 in den Besitz der Bayerischen Franziskanerprovinz (Bavaria) über, das Hospiz wurde – wegen des Spanischen Erbfolgekriegs (1701–1714) verzögert – im November 1715 zu einem selbstständigen Konvent erhoben. Seither umfasste die Gemeinschaft der Franziskaner in Berchtesgaden acht bis zwölf Patres sowie einige Laienbrüder. Zwischen 1716 (andere Quellen geben den Neubau bereits mit 1699 an) und 1723/24 erfolgte der schlicht gehaltene Neubau der Klostergebäude, zu dem auch ein neuer Bibliotheksraum gehörte. In den folgenden Jahren sicherte vor allem die Wallfahrt zum Gnadenbild der Ährenmadonna das Franziskanerkloster wirtschaftlich ab.
Die Seelsorgearbeit der Franziskaner im Berchtesgadener Land bestand in der Volksmission und im Schulunterricht an der Elementarschule sowie nicht zuletzt auch in „Auseinandersetzungen mit den Protestanten“. Während Erzbischof Matthäus Lang (1468–1540) von Anfang an die gewaltsame Unterdrückung der Reformation anstrebte und deshalb bereits ab dem 16. Jahrhundert zahlreiche Protestanten des Salzburger Landes zur Auswanderung genötigt wurden, waren die Protestanten im Berchtesgadener Land erst ab 1687 zunehmend Hausdurchsuchungen und strengen Verhören ausgesetzt – die Franziskaner in Berchtesgaden waren diesbezüglich vom Salzburger Land beeinflusst und hießen vermutlich auch den Höhepunkt der gegenreformatorischen Politik in der Fürstpropstei gut, als 1733 mehr als 1100 Protestanten von damals etwa insgesamt 9000 Einwohnern zur Auswanderung genötigt bzw. aus dem Berchtesgadener Land vertrieben wurden. (→ Siehe zu diesem Absatz auch die Abschnitte: Reformation und Gegenreformation, Vertreibungen und Emigration in Fürstpropstei Berchtesgaden)
In den 1770er-Jahren versuchte die Regierung der Fürstpropstei Berchtesgaden, die Franziskaner aus ihrem Kloster zu vertreiben und stattdessen Tiroler Kapuziner für die Seelsorge zu gewinnen. Der bayerische Kurfürst stellte jedoch die Berchtesgadener Franziskaner unter seinen persönlichen Schutz und schlug das Kloster „endgültig“ der bayerischen Franziskanerprovinz zu.
Nach der Säkularisation in Bayern wurde das bis 1803 fürstpröpstlich regierte Berchtesgadener Land samt seinem Haupt- und Gründungsort Berchtesgaden nach mehreren Herrschaftswechseln 1810 in das Königreich Bayern eingegliedert. Obwohl 1812 die klösterlichen Provinzialverbände aufgelöst wurden, blieb dem Berchtesgadener Konvent das Schicksal einer offiziellen Säkularisierung bzw. Aufhebung erspart, und es wurde 1813 lediglich die Zahl der Konventualen im Franziskanerkloster auf sechs reduziert. Allerdings „überlebte“ die Gemeinschaft die kommenden Jahre nur noch als Aussterbekloster, in dem die Bewohner anderer aufgehobener Klöster unterkamen: 1822 starb der letzte Franziskaner, der vor der Säkularisation in das Kloster eingetreten war.

### Zwischennutzung (1822–35)
Nach dem Tod des letzten Konventsmitglieds 1822 bezog das Hauptsalinenamt bzw. Hauptsalzamt den größten Teil des ausgestorbenen Klosters.
Im April 1825 schickte das Rentamt Berchtesgaden, das offenbar die komplette  Klosterbibliothek ausgehoben hatte, 105 ausgewählte Bände der Bibliothek nach München. Der weit größere Teil mit etwa 3000 Bänden ist heute Teil der Pfarrbibliothek Berchtesgaden.

### Tiroler Franziskaner (1835–59)
Auf wiederholtes Drängen der Berchtesgadener Bevölkerung gewährte König Ludwig I. von Bayern im Oktober 1835 den Fortbestand des Franziskanerklosters am Anger als Hospiz. Der letzte Pater war 1822 gestorben, lediglich ein Laienbruder wahrte die Kontinuität, bis im Dezember 1835 ein Tiroler Franziskaner das Kloster mit neuem Leben erfüllte.

### Franziskaner der Bayerischen Franziskanerprovinz (1859–1985)
Als die Bayerische Franziskanerprovinz Bavaria wieder über genügend Nachwuchs verfügte, konnte 1859 das bis dahin von den Tiroler Franziskanern geführte Franziskanerkloster am Anger erneut von der Bavaria übernommen werden. Der größte Teil des Klosters blieb weiterhin dem Hauptsalinenamt und von 1868 bis 1975 dem Amtsgericht Berchtesgaden überlassen, sodass den Franziskanern nur noch etwa ein Drittel ihrer ehemaligen Gebäude zur Verfügung stand.
Nach dem Sturz der Monarchie durch die Novemberrevolution von 1918 bildete sich der Verein „Freunde der Franziskaner“, der sich für den Erhalt des Klosters einsetzte. In den Jahren der Wirtschaftskrise von 1930 bis 1934 hatten die Franziskaner mit dem Verteilen der „Klostersuppe“ die Not vieler arbeitsloser Berchtesgadener ein wenig zu lindern vermocht.
In der Zeit des Nationalsozialismus hatten auch die Franziskaner in Berchtesgaden unter Repressalien zu leiden, die in der Konfiszierung von Kirche und Klostergebäuden 1941 gipfelten.
Laut Rudolf Kriß hatten sich in dieser Zeit insbesondere die Berchtesgadener Weihnachtsschützen beim Einsatz für das Kloster hervorgetan und deren Vorstandsmitglied Brandner war deshalb als einziger Berchtesgadener Postbeamter zur Wehrmacht eingezogen worden. Am 9. März 1941 kam es zur Beschlagnahme des Klosters zugunsten der Kinderlandverschickung, und am 9. April 1941 (in der Karwoche)  mussten die Klosterbrüder ihre Zellen verlassen. Der römisch-katholische Pfarrer Berchtesgadens hat darauf den Patres und Laienbrüdern einige Räume des Pfarrhofes bzw. des Mesnerhauses bis zum Ende des Krieges zur Verfügung gestellt. Die Klosterräumlichkeiten erwiesen sich als ungeeignet für die Kinder, doch anstatt sie den Franziskanern zurückzugeben, wurden in ihnen zusätzlich zum Amtssitz moderne Wohnräume für das Amtsgericht eingerichtet. Nach dem Ende des Krieges und dem Einmarsch der Amerikaner bemühte sich der Superior zum 31. Mai 1945 erfolgreich um die Rückgabe des Klosters, so dass die Franziskaner Mitte August 1945 wieder in ihr Kloster einziehen konnten.
1985 drohte dem Berchtesgadener Kloster nach 290-jährigem Wirken der Franziskaner (nur unterbrochen zwischen 1822 und 1859) einmal mehr das Aus, als die Bayerische Franziskanerprovinz wegen Mangels an Ordensnachwuchs beschloss, das Kloster aufzugeben.

### Polnische Franziskaner der Oberschlesischen Franziskanerprovinz (seit 1987)
1986 gewann die Leitung der Bayerischen Franziskanerprovinz polnische Mitbrüder, die im Mai 1987 in das Kloster zogen und seitdem dort wieder seelsorgerische Dienste leisten. Die Oberschlesische Franziskanerprovinz (Assumptionis B.V.M. Provincia „Provinz von der Aufnahme der seligen Jungfrau Maria“, Sitz in Kattowitz) hatte vor Berchtesgaden 1985 bereits das Kapuzinerkloster Bensheim übernommen, 1999 folgte das Franziskanerkloster Freystadt; die polnischen Franziskaner wählten für diese Deutsche Region ihrer Provinz die Rechtsform eines gemeinnützigen Vereins, „Franziskaner der Aufnahme Mariens in den Himmel e. V.“ im Anklang an den Namen der Ordensprovinz.

## Gebäude / Anlagen

### Franziskanerkloster
Die dreiflügelige Klosteranlage verfügt über zwei Geschosse mit Walmdächern, die als weitestgehender Neubau zwischen 1716 und 1724, im Kern aber bereits um 1400 errichtet wurde. Die 1691 gestiftete Ölbergkapelle (auch: „Blutschwitzkapelle“) nördlich des Läutturms ist eine verputzte tiefe Nischenanlage mit verschindeltem Pyramidendach.
Nach Auflösung des Augustinerinnen-Frauenkonvents 1564 wurden die Klostergebäude gut 130 Jahre lang als Alterswohnsitz für Stiftsbeamte sowie Angehörige der Chorherren genutzt. In der Zeit von 1695 bis 1822  wurde die Klosteranlage von den Franziskanern der Bayerischen Franziskanerprovinz (Bavaria) genutzt. Ab 1822 war das Kloster erneut ausgestorben, und nahezu das ganze Klostergebäude stand nun dem Hauptsalinenamt bzw. Hauptsalzamt Berchtesgaden zur Verfügung. 1859 musste es die Nutzung etwa um ein Drittel reduzieren zugunsten der erneut eingezogenen Franziskaner. 1868 übernahm das aus dem einstigen Hofrichterhaus umgezogene Amtsgericht Berchtesgaden die Räume des Hauptsalinenamts. Die im Zuge der bayerischen Gebietsreform von 1972 nach Auflösung des Amtsgerichts Berchtesgaden seit 1975 leer stehenden Räume des Klosters wurden zwischen 1986 und 1988 umgebaut. Anschließend war darin bis 2013 das „Nationalpark-Haus“ des Nationalparks Berchtesgaden untergebracht, das als zentrale Informationsstelle des Nationalparks seinen Besuchern u. a. eine Bibliothek, Ausstellungen und Filmvorführungen bot. (Diese Funktion hat das am 24. Mai 2013 eröffnete Haus der Berge übernommen.) Seit 2015 unterhält der Deutsche Caritasverband in diesen Räumen ein „Haus der Begegnung“.
Somit nutzen die Ordensbrüder seit 1859 stets nur einen kleineren Teil der Klostergebäude.

### Franziskanerkirche
Die wahrscheinlich ab 1488 unter den Pröpsten Ulrich II. Pernauer und Balthasar Hirschauer erbaute und mit Unserer lieben Frau am Anger als Schutzpatron geweihte Kirche wurde laut einer Jahreszahl am Seitenportal erst 1519 unter der Regentschaft von Propst Gregor Rainer († 1522) fertiggestellt. Der von Lorenzo Sciascia für den 1685 jetzt Alten Friedhof 34 m hoch angelegte Fassaden- bzw. Glockenturm aus Kälbersteinmarmor wurde erst 1682 (lt. Abb. unten 1682/83) der Kirche an der Nordseite angefügt und gehörte zu keiner Zeit zum Kloster. Seit wann sie als „Franziskanerkirche“ bezeichnet wird, und wie es zu dieser Bezeichnung gekommen ist, wiewohl (auch?) nach Übernahme durch die Franziskaner-Reformaten ihr Patrozinium „Mariä Verkündigung“ jeweils am 25. März gefeiert wird, kann derzeit nicht belegt werden. Vermutlich liegt dem einfach eine umgangssprachliche Verkürzung von „Kirche der Franziskaner“ zugrunde, nachdem die Franziskaner 1699 die Kirche mit dem Kloster übernommen hatten.
Von 1887 bis 1894 wurde die Klosterkirche grundlegend renoviert, eine weitere Renovierung folgte 1935, die letzte zwischen 1992 und 1995.

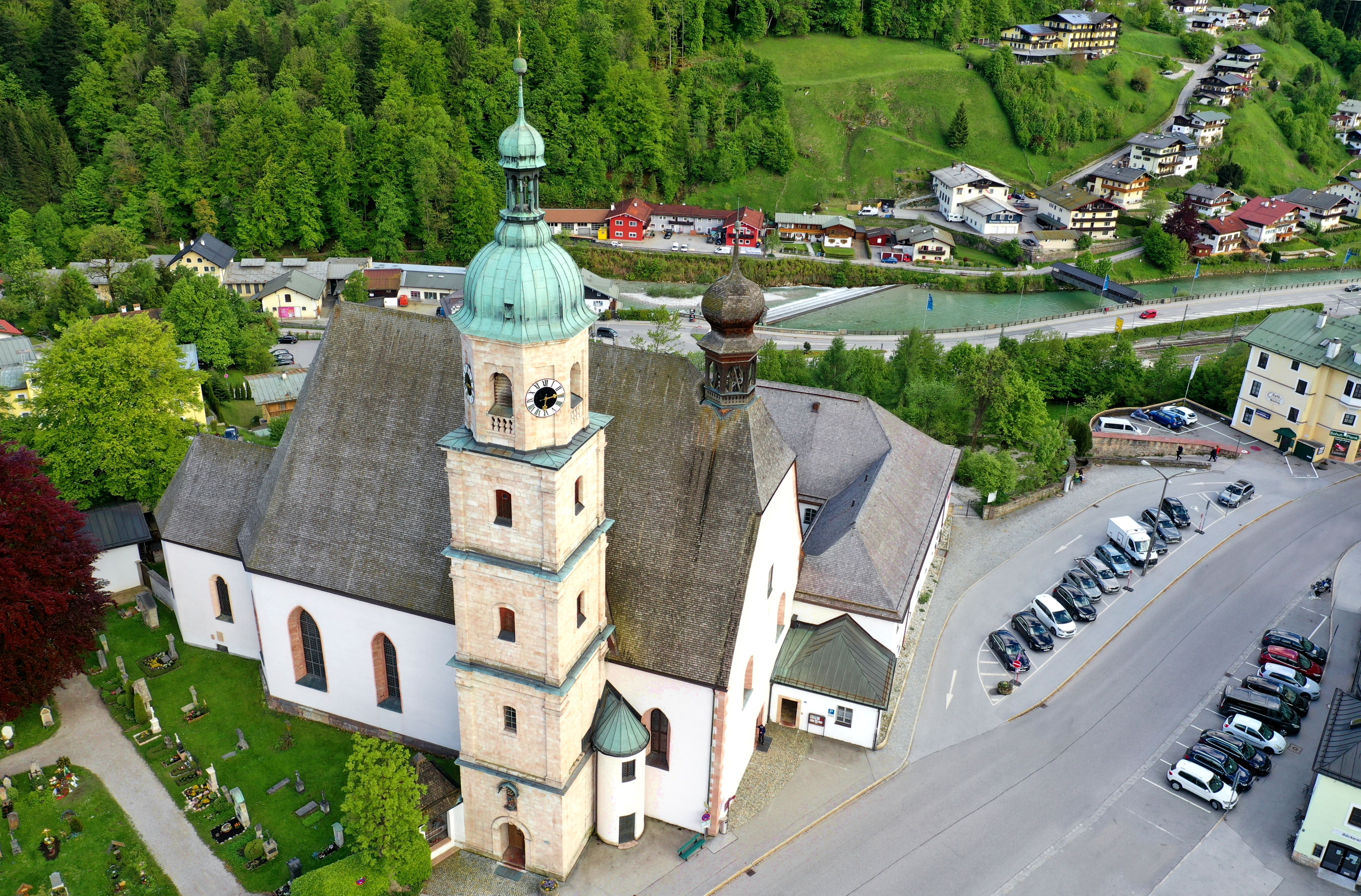
Franziskanerkirche mit Glockenturm und einem Teil des Alten Friedhofs
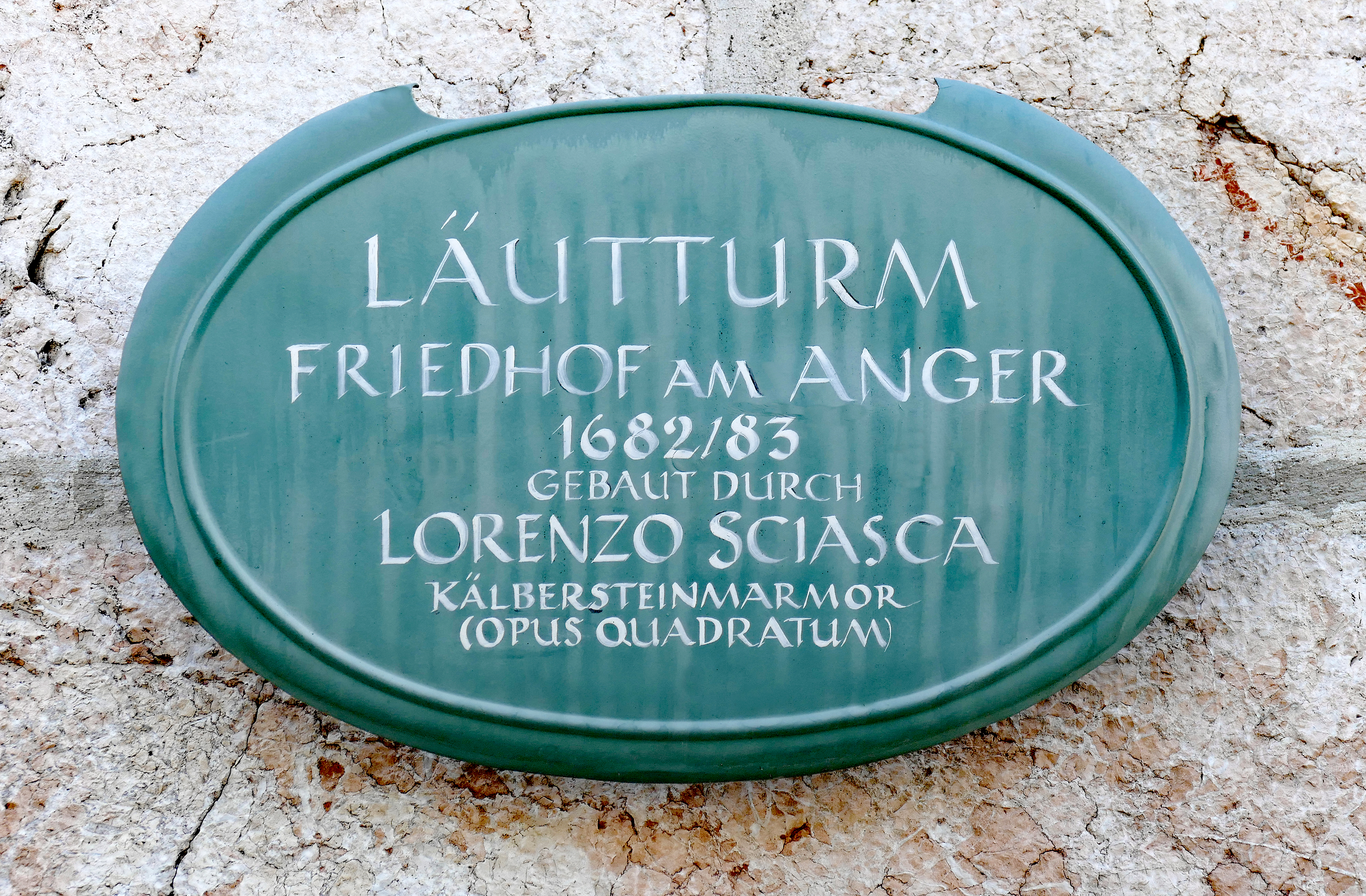
Hinweistafel am Turm der Franziskanerkirche

#### Ausstattung
Die Berchtesgadener Franziskanerkirche hat eine spätgotische zweischiffige Halle mit zwei polygonalen Chorschlüssen und Dachreiter, die vermutlich von Peter Inntzinger zwischen 1488 und 1519 errichtet wurde. Die beiden Hallen sind mit einem spätgotischen Netzrippengewölbe und Fresken aus der Zeit der Frührenaissance (um 1560) ausgestattet, die den Stammbaum Jesu abbilden. Die Inneneinrichtung der Kirche wurde im Lauf der Jahrhunderte des Öfteren umgestaltet, ihr heutiges Inventar ist neugotisch. Von 1668 bis 1673 wurde zwischen beide Chöre die Marienkapelle (auch: Gnadenkapelle) mit Dreiseitschluss eingefügt und erstmals 1880 renoviert.  Die Marienkapelle ist im italienischen Barock gehalten und mit einem Gnadenbild der „Ährenmadonna“ aus dem Jahr 1450 ausgestattet. An den Kirchenwänden sind mehrere Grabmäler aus Marmor, u. a. das von dem ersten Berchtesgadener Fürstpropst Wolfgang II. Griesstätter zu Haslach sowie das von dem unter Ferdinand von Bayern in der Fürstpropstei als Stiftsdekan eingesetzten Degenhart Neuchinger († 22. Januar 1624), der Schloss Adelsheim erbauen ließ.

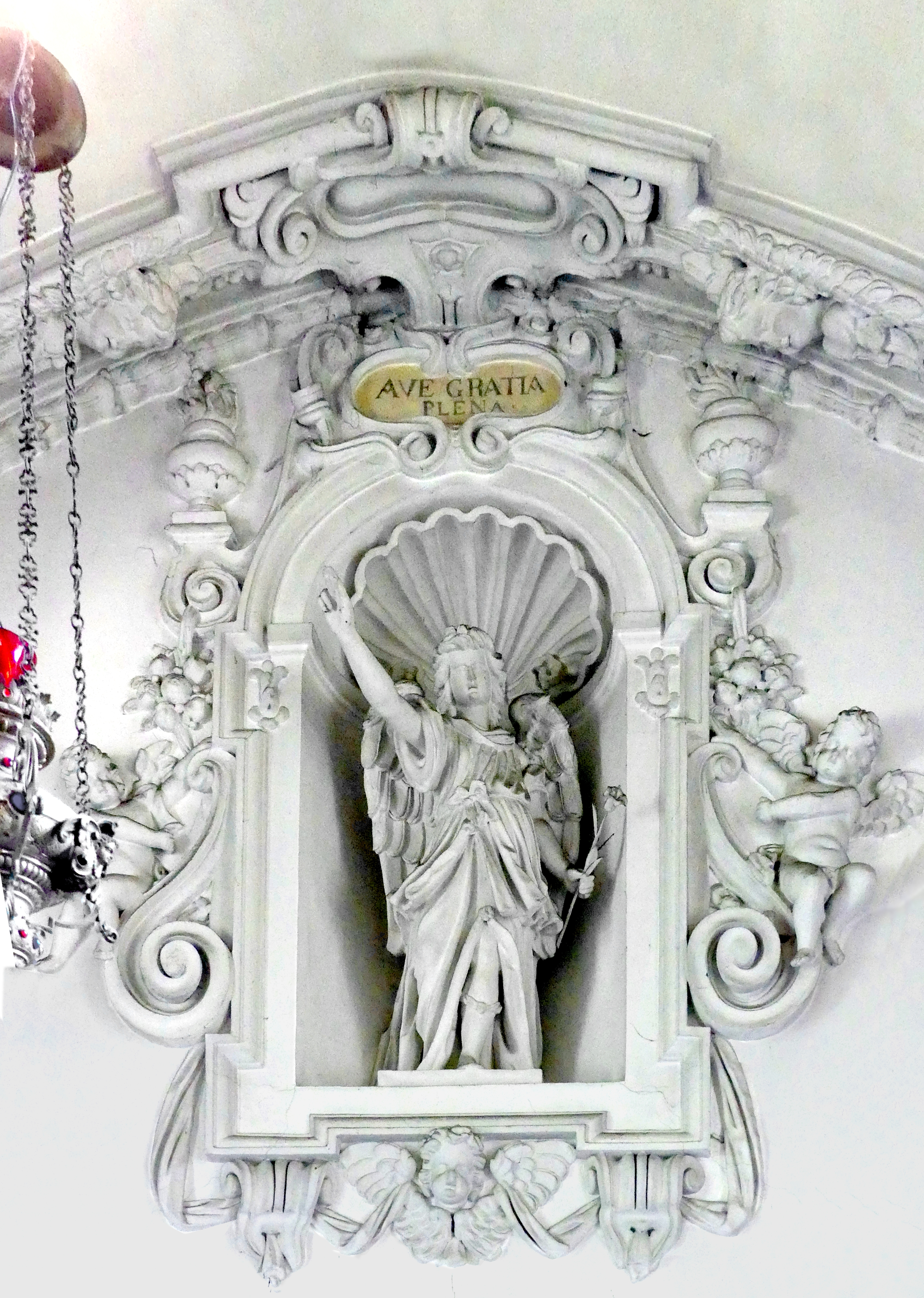
Erzengel Gabriel in der Gnadenkapelle
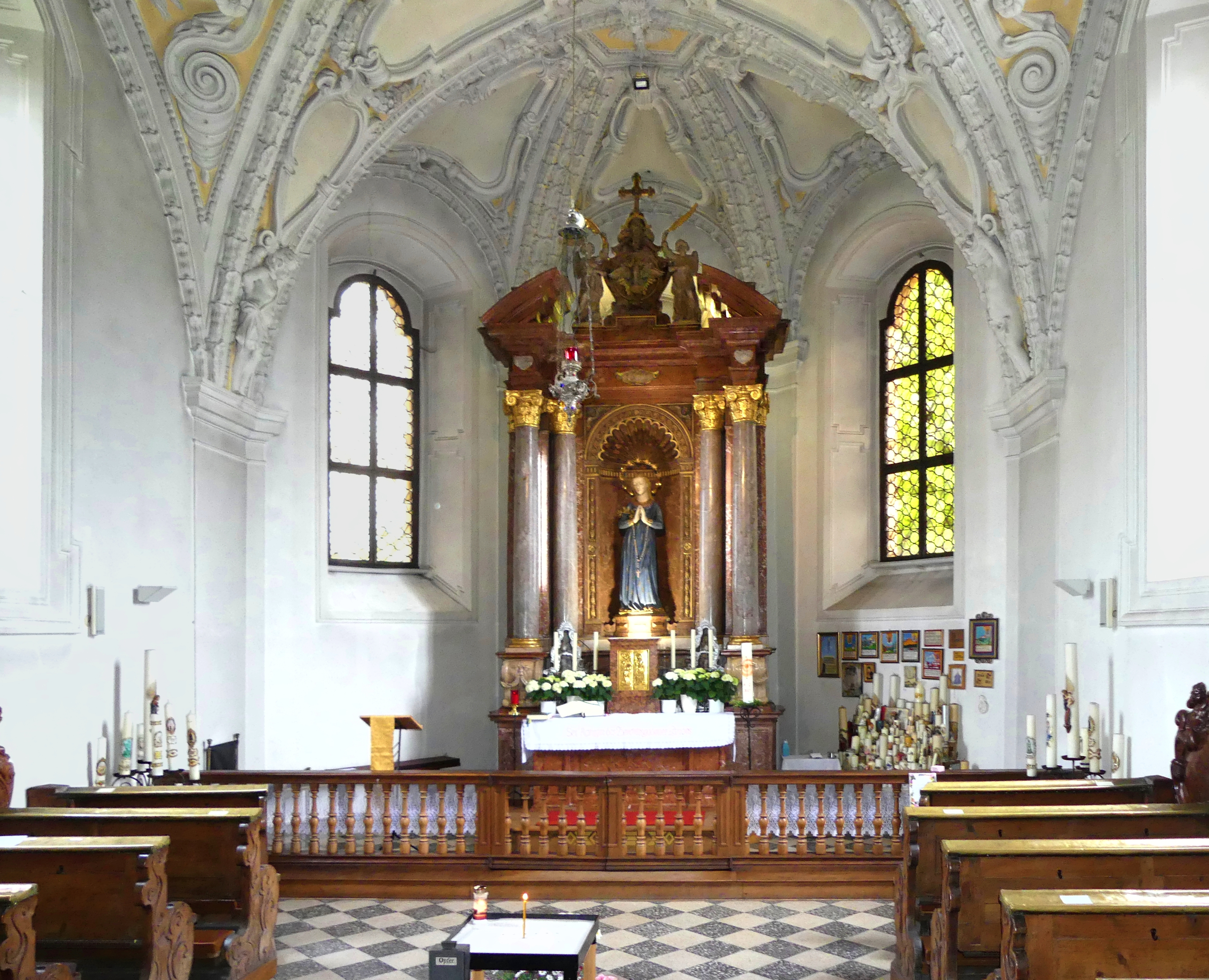
Kapelle Maria am Anger hinter den beiden Seitenaltären
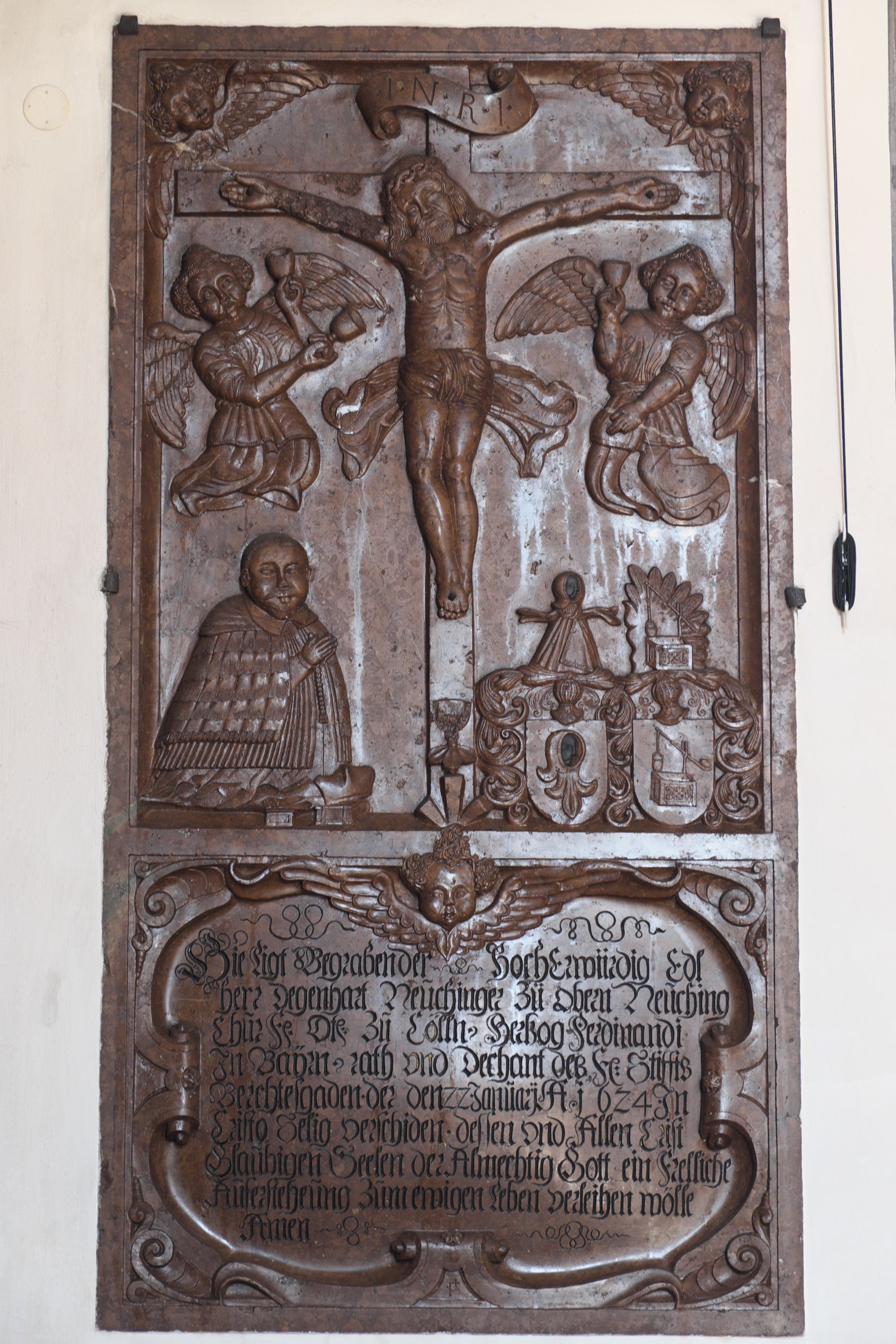
Grabmal von Stiftsdekan Degenhart Neuchinger († 22. Januar 1624)

Haupteingang ist das Westportal und im Inneren befindet sich gleich rechts davon ein im 17. Jahrhundert geschaffenes gebuckeltes Weihwasserbecken aus Adneter Marmor.

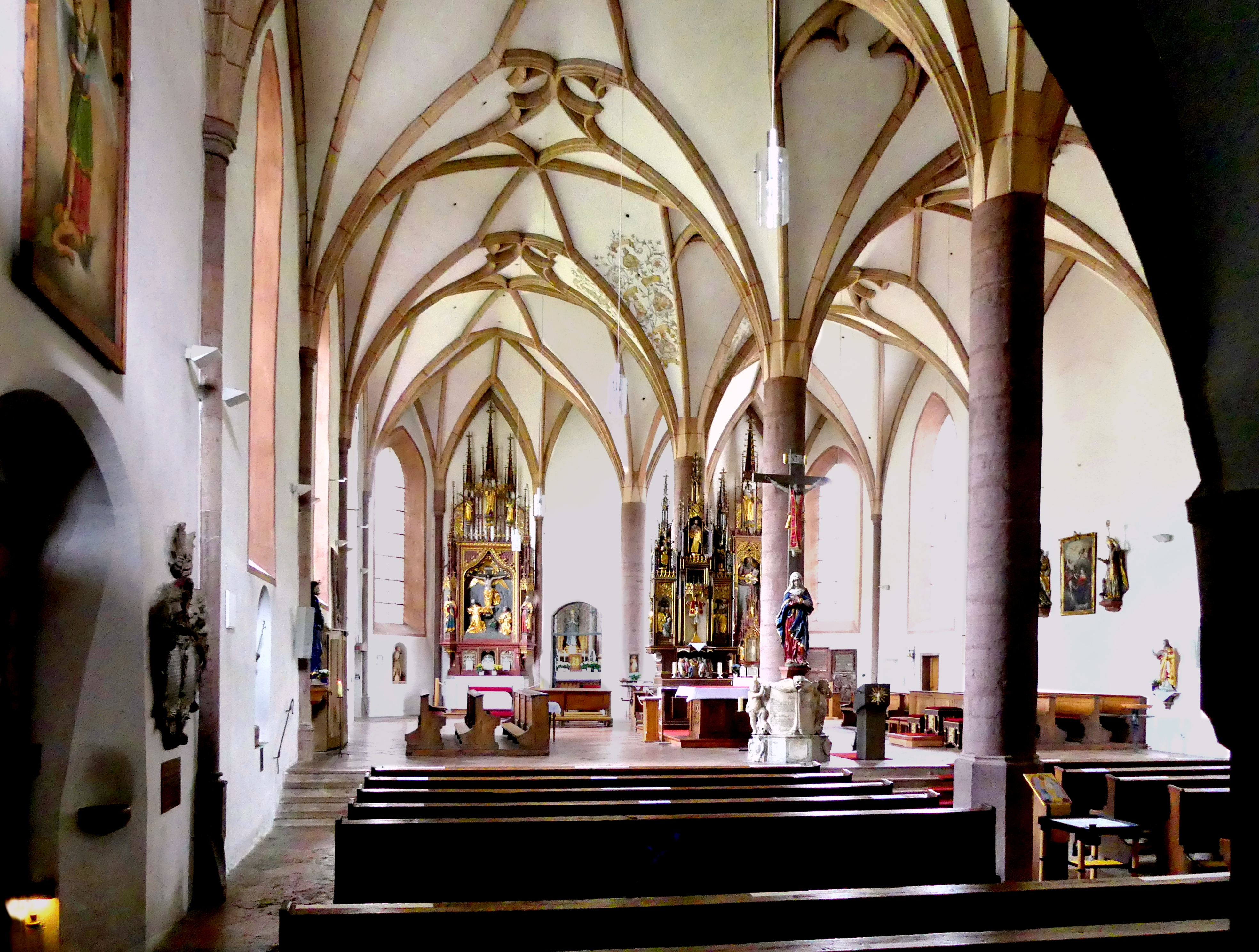
Altarraum Übersicht von links
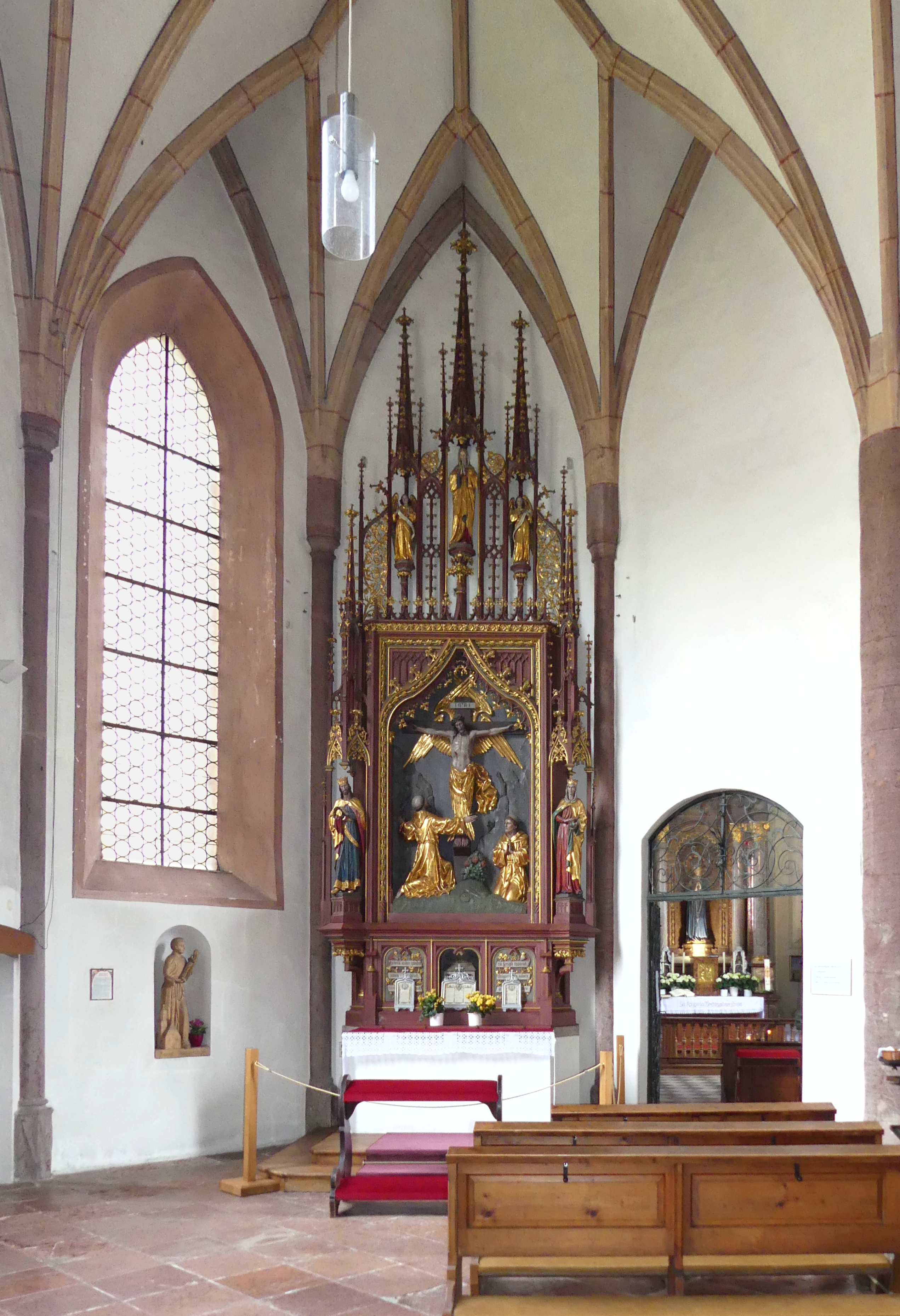
Seitenaltar links
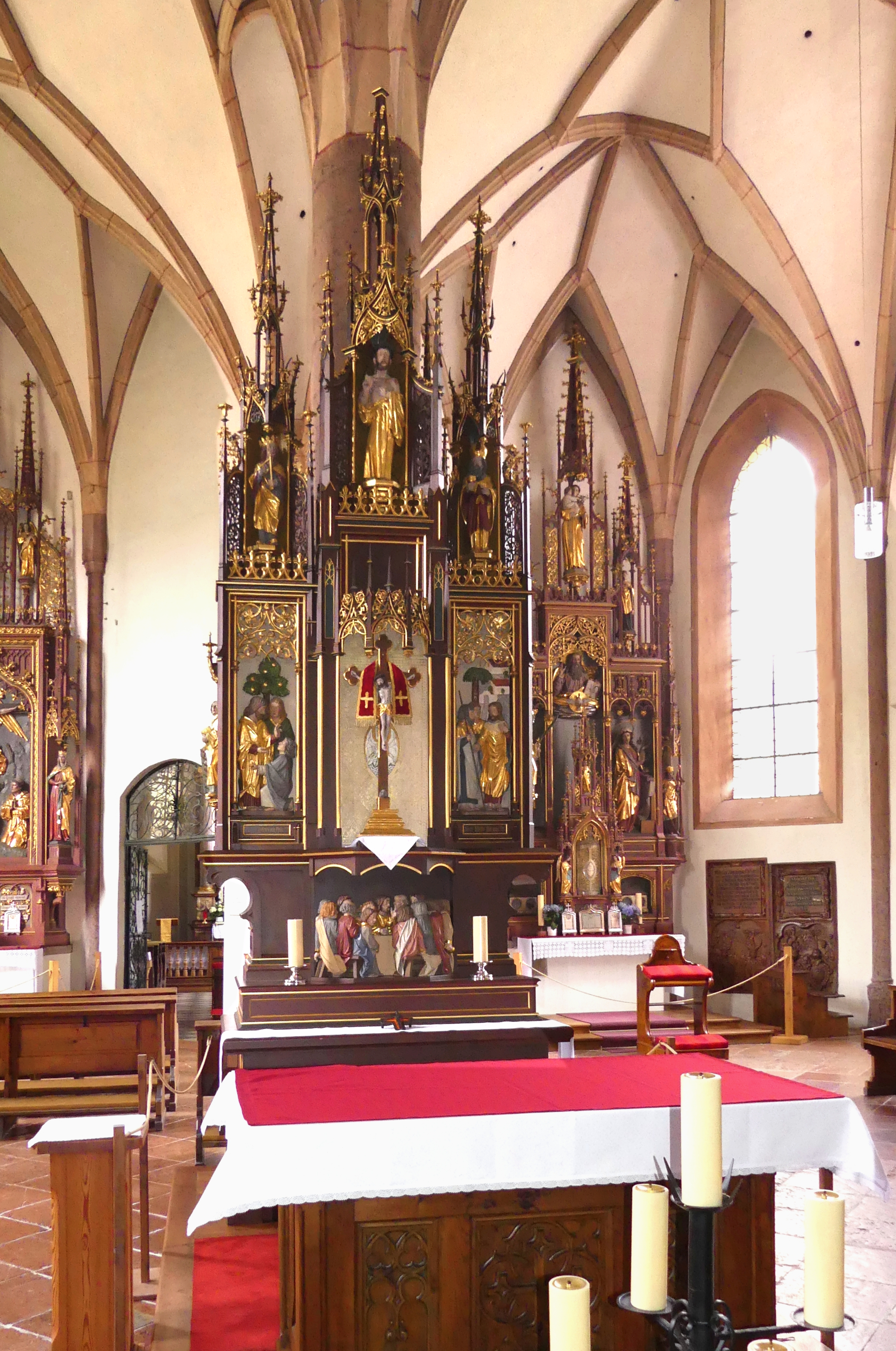
Altar Mitte
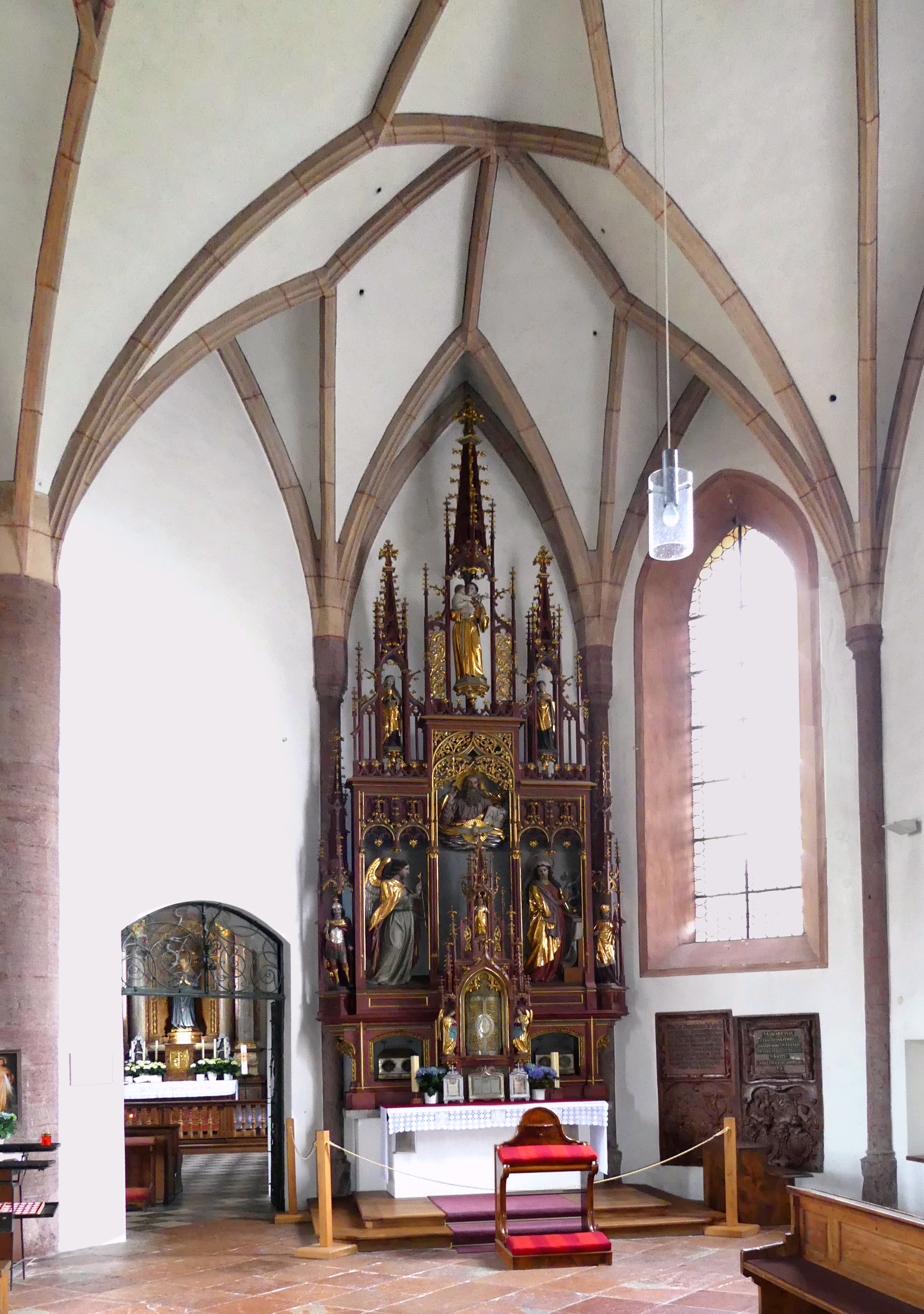
Seitenaltar rechts
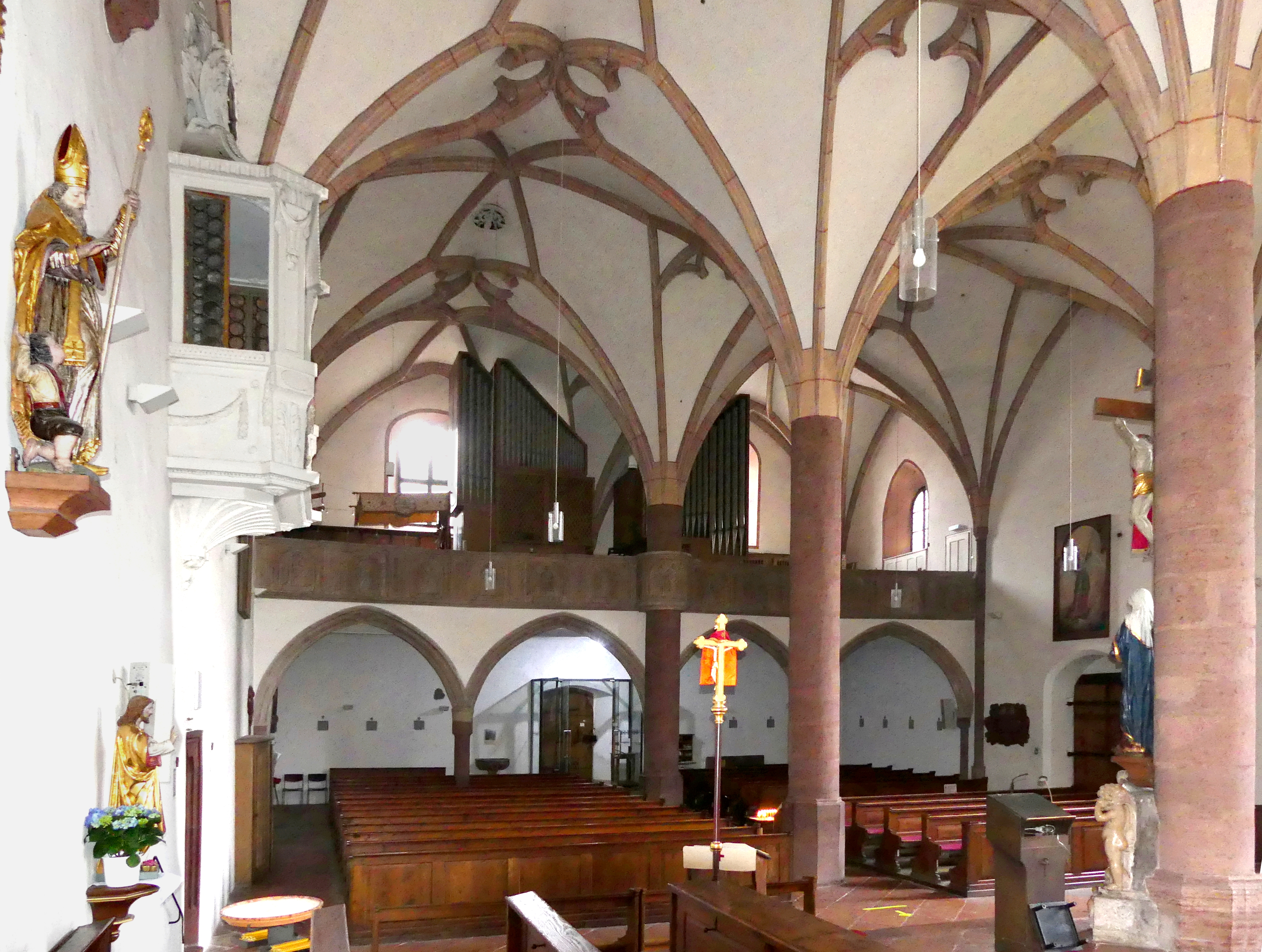
Eingang und Orgelempore

#### Orgel und Glocken
Auf der Empore im hinteren Teil der Kirche steht die Orgel mit geteiltem Prospekt, die 1967 von Orgelbau Ludwig Eisenbarth gebaut wurde. Sie hat 27 Register auf zwei Manualen und Pedal.
In Turm und Dachreiter hängen drei historische Glocken:
- Glocke 1 aus dem Jahr 1426, 80 kg schwer
- Glocke 2, die Marienglocke, wurde 1686 von Johann Nußpicker, Salzburg gegossen. Sie hat einen Durchmesser von 1180 mm und ist auf den Schlagton f′ gestimmt. Sie wiegt 1100 kg.
- Glocke 3, im Jahr 1716 von Franciscus Gartner, Salzburg gegossen, hat einen Durchmesser von 590 mm und klingt mit dem Schlagton e″.

Am 17. und 18. März 1942 mussten die zwei größeren Glocken abgenommen und als Rohstoff für Kanonen abgeliefert werden. Sie kamen jedoch nach dem Krieg zurück.

### Alter Friedhof

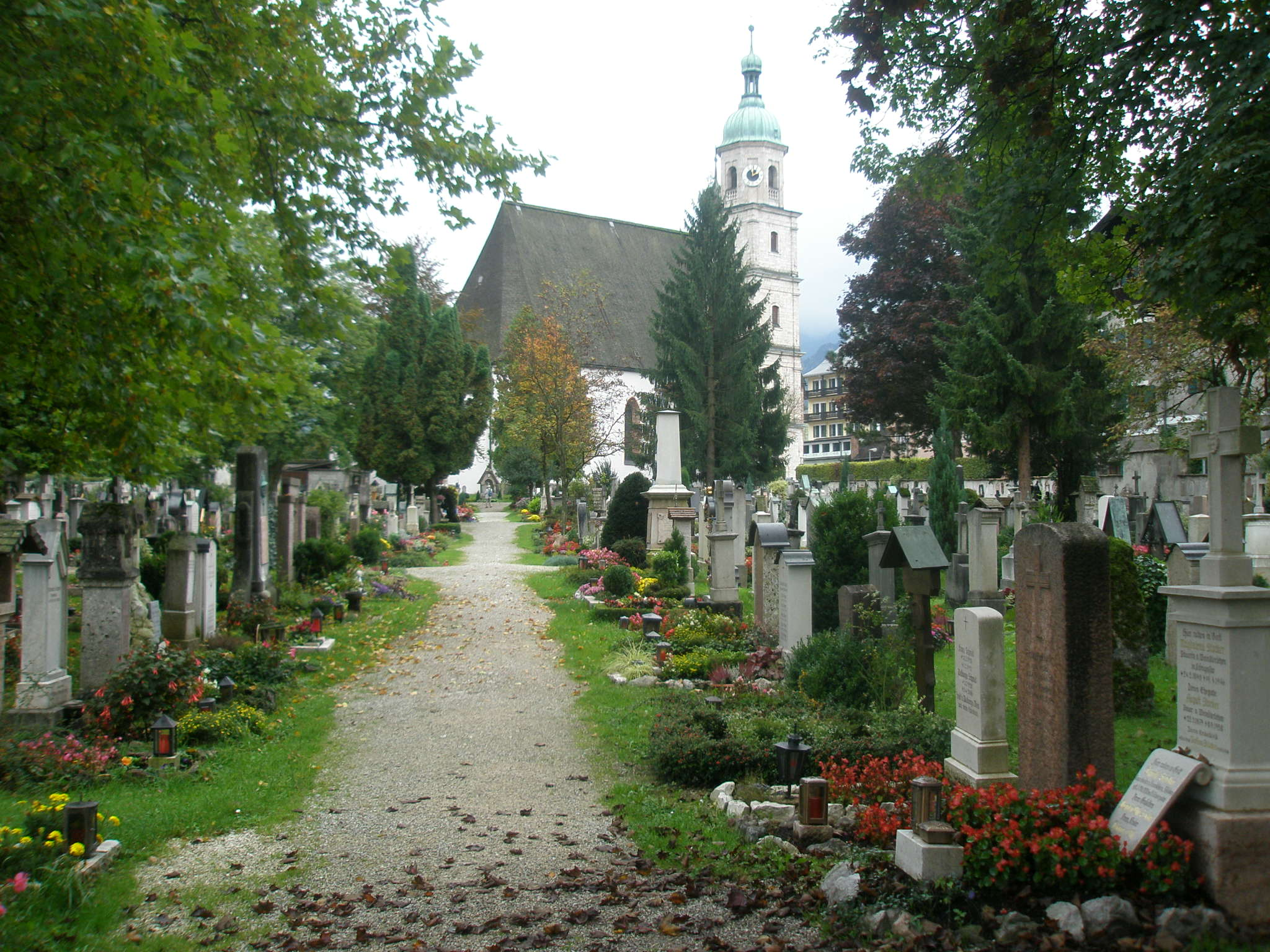
Alter Friedhof (Ausschnitt)

Auf dem 1685 neben der Franziskanerkirche angelegten Alten (Berchtesgadener) Friedhof befinden sich die Grabstätten alteingesessener Bürgerfamilien aus Berchtesgaden mit bedeutenden Grabdenkmälern u. a. für Richard Voß und Mauritia Mayer. Gleich am Eingang liegt das Ehrengrab von Anton Adner (1705–1822), der mit 117 Lebensjahren der bislang älteste Bayer war.